# Língua Lahnda
O lahnda (/ˈlɑːndə/), também conhecido como lahndi ou panjabi ocidental (/pʌndʒˈɑːbi/ ), é um grupo de norte-ocidental indo-arianas variedades de linguagem falada no Paquistão Punjab e em partes da vizinha Azad Kashmir e Khyber Pakhtunkhwa. Estes termos são exônimos e não são usados pelos próprios falantes. As línguas emergentes desta área são saraiki, hindko e pothohari. A validade do lahnda como um agrupamento genético não foi estabelecida.

## Nome
Lahnda significa "ocidental" em Punjabi. Foi cunhado por William St. Clair Tisdall (na forma Lahindā), provavelmente por volta de 1890 e posteriormente adotado por vários linguistas — principalmente George Abraham Grierson — para um grupo de dialetos que não tinha nome local geral.:883 Este termo tem moeda apenas entre linguistas.

## Variedades
Abaixo está uma lista das variedades de Lahnda:
- Hindko
  - Hindko do Norte
  - Hindko do Sul
- Inku
- Khetrani
- Pahari-Potwari; 4 milhões
- Saraiki; 20 milhões

O Ethnologue também inclui no lahnda um grupo que ele rotula de "punjabi ocidental" (código ISO 639-3: pnb) — os dialetos majhi de transição entre o lahnda e o punjabi oriental; estes são falados por cerca de 66 milhões de pessoas.
O saraiki e o hindko vem sendo usados como línguas literárias. O desenvolvimento do padrão escrito Saraiki começou na década de 1960. O censo nacional do Paquistão conta com falantes de saraiki e hindko desde 1981.
Alguns dos dialetos do norte do que por razões geográficas foram considerados Gujarati estão realmente mais próximos do lahnda.  
Lahnda tem várias características que o distinguem do punjabi, como um tempo futuro em -s-. Assim como o sindhi, o siraiki mantém consoantes de voz ofegante, desenvolveu implosivos e não tem tom. Hindko, também chamado panjistani ou (ambiguamente) pahari, é mais parecido com punjabi nesse aspecto, embora o equivalente ao tom mais baixo de punjabi seja um tom mais alto em peshawar hindko.
Sindi, lahnda, punjabi e pahari ocidental formam um continuum de dialeto sem limites bem definidos. O Ethnologue classifica os dialetos ocidentais de Punjabi como Lahnda, de modo que o isogloss de Lahnda–Punjabi se aproxima da fronteira entre Paquistão e Índia.